# Бомбоубежище

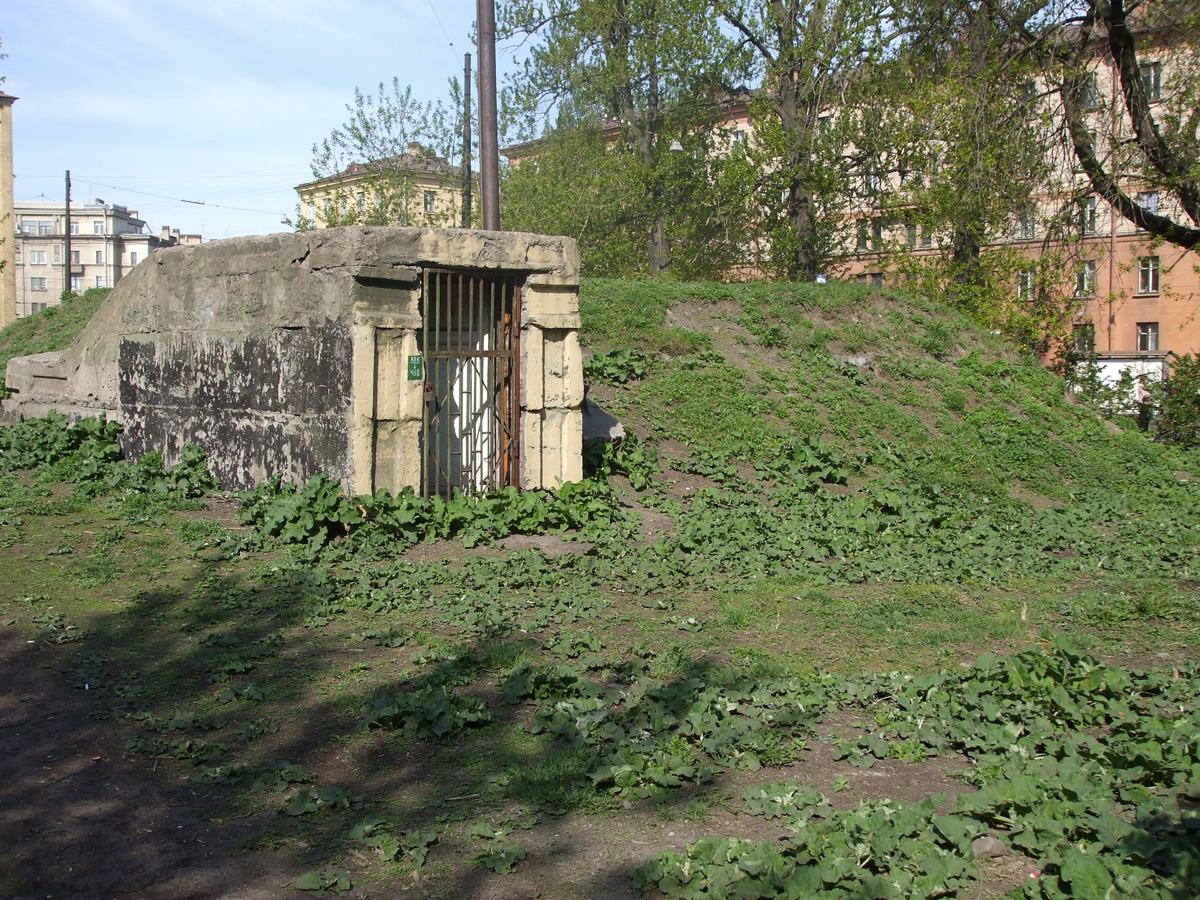
Санкт-Петербург, убежище времён Холодной войны

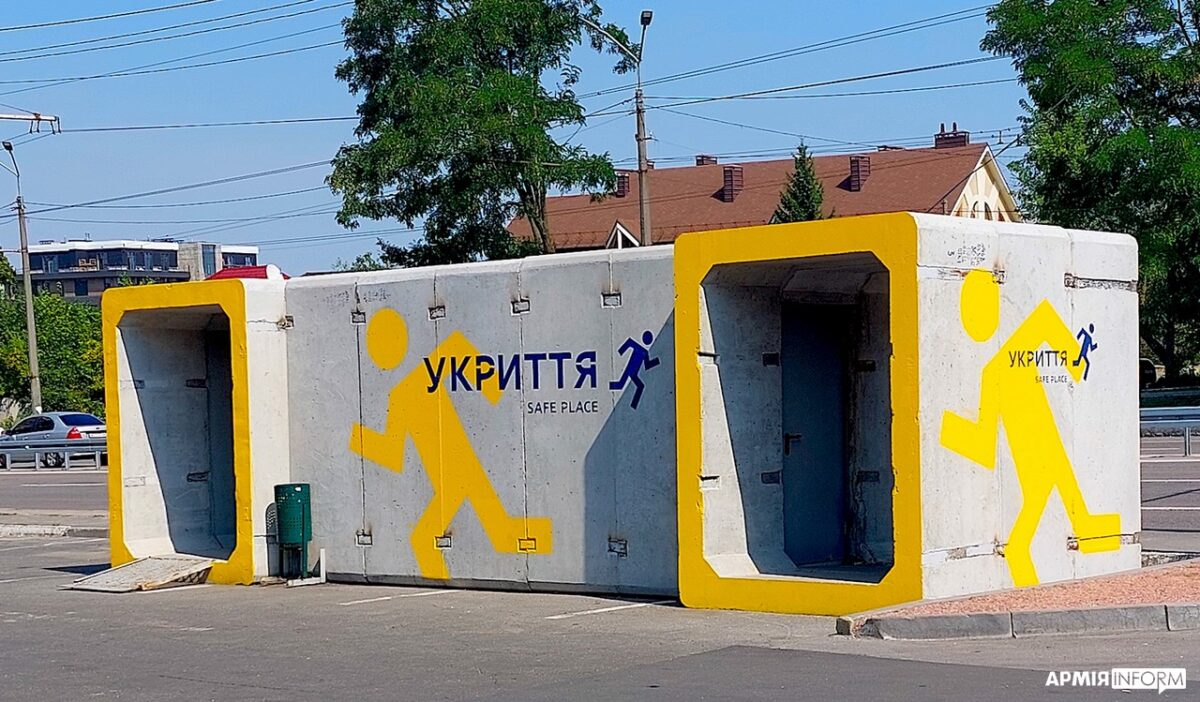
наземное укрытие в Днепре (Украина), 2023 год

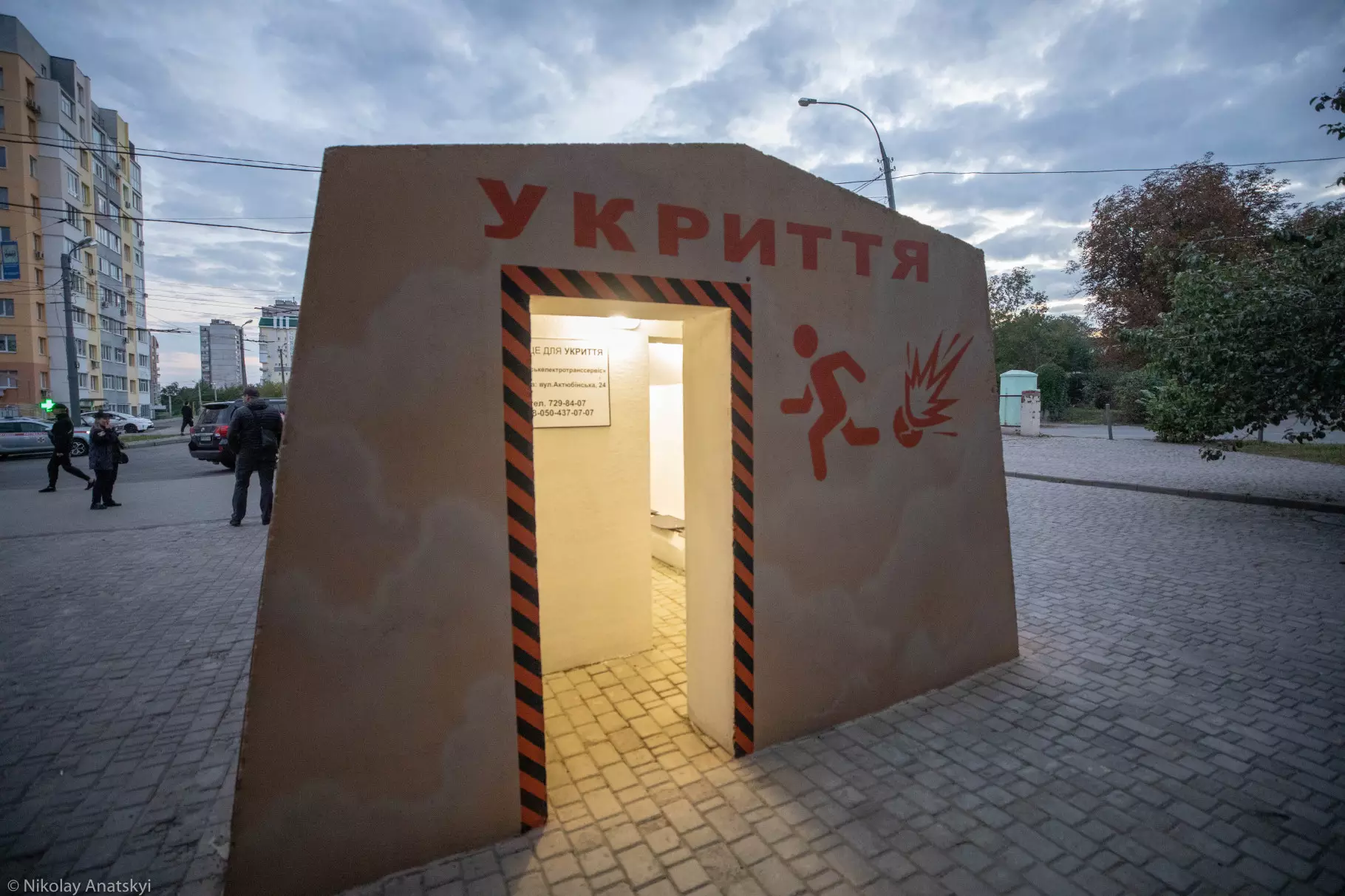
наземное укрытие в Харькове, 2022 год

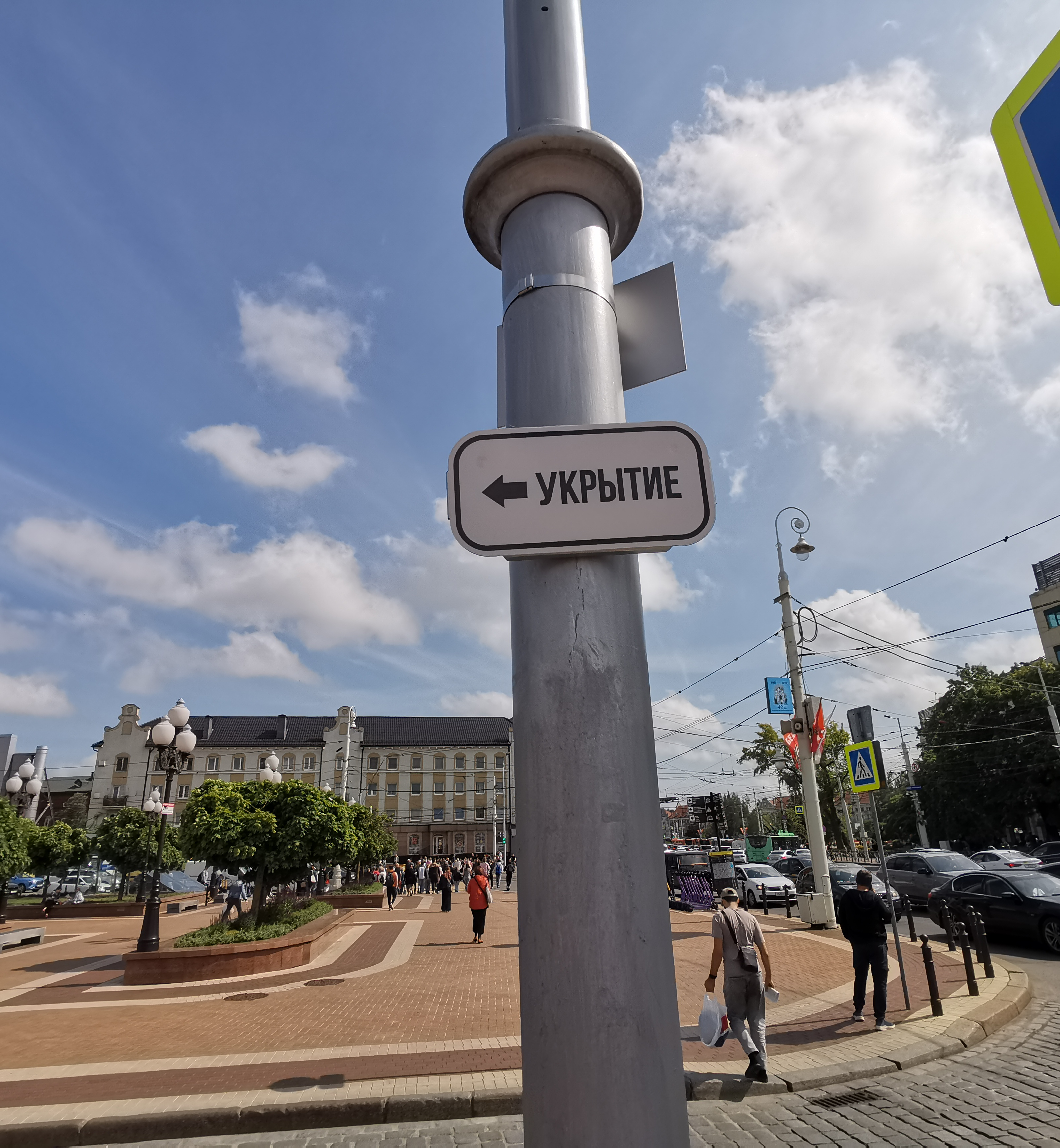
Указатель на бомбоубежище, Калининград

Бомбоубе́жище — защитное сооружение, объект гражданской обороны, предназначается для защиты укрываемых от фугасного и осколочного действия ракет, авиабомб и снарядов, обломков разрушенных зданий и отравляющего действия ядовитых газов.
По последнему признаку является прямым наследником газоубежищ, строившихся в 1920-е — первой половине 1930-х годы. Строились с 1930-х по 1940-е годы и впоследствии многие перепрофилировались под убежища от ядерного оружия.
В настоящее время используется термин укрытие (защитное укрытие) — защитное сооружение гражданской обороны, предназначенное для защиты людей, материальных и культурных ценностей от фугасного и осколочного действия обычных средств поражения, а также от поражения обломками строительных конструкций зданий и сооружений при их разрушении в результате воздействия поражающих факторов обычных средств поражения и чрезвычайных ситуаций природного и техногенного характера.

## История
Бомбоубежища были широко распространены в период Второй мировой войны. Помимо специально построенных бомбоубежищ и приспособленных под защитное сооружение подвалов, в некоторых крупных городах во время Второй мировой войны в качестве бомбоубежищ использовались помещения метрополитена.
Одним из самых известных бомбоубежищ времён Второй мировой войны является Фюрербункер, в котором провёл последние месяцы Гитлер. 
Позднее, во времена холодной войны, в странах, втянутых в идеологическое противостояние и гонку вооружений, активно строились противоатомные бункеры и гражданские убежища, называемые по старинке бомбоубежищами.

## Классификация
Довоенная классификация защитных сооружений в Союзе ССР:
- Бомбоубежища I категории: защита от всех видов воздействий средств нападения с воздуха, в том числе от прямого попадания тяжёлых фугасных бомб. Обычно строятся с расчётом на бомбы 100—250 кг;
- Бомбоубежища II категории — ограждающие от ударной волны, осколочного и отравляющего действия, обрушения зданий, пожаров; не рассчитаны на прямое попадание бомбы;
- Убежища химической защиты, в том числе противогазовые (защитные) комнаты и химпалатки.

## Бомбоубежища I категории

### Перекрытия бомбоубежищ I категории в разных странах
| Толщина бомбоупорных перекрытий    |           |                                           |               |                      |        | |
| Тип                                | Об- сыпка | Тюфяк Монолит                             | Распред. слой | Остов Противо- откол | Σ      | Оружие |
|                                    | 0,22 м    | Железобетон 0,075 м                       |               |                      | 0,3 м  | Зажигат. бомба 5 кг 100 м/с (СССР, 1937 г.) (С. 38, 39)                                                        |
| Зем                                | 1,3 м     |                                           |               | Брёвна 0,2 м         | 1,5 м  | Мина 81,4 мм 5,2 кг (2 кг ВВ) (СССР, 1958 г.) (С. 18. 19)                                                      |
| Сл                                 | 0,3 м     | Камень насухо 0,6 м                       | 0,6 м         | Брёвна 0,25 м        | 1,75 м | Снаряд гаубицы 105 мм (СССР, 1946 г.) (С. 304)                                                                 |
| Сл                                 | 0,3 м     | Сборный ж/б 0,3 м                         | 0,6 м         | Брёвна 0,25 м        | 1,45 м | Снаряд гаубицы 105 мм (СССР, 1946 г.) (С. 304)                                                                 |
| М                                  |           | Бетон 0,2 м                               |               | ?                    |        | Фугасная бомба 10 кг (7 кг ВВ) (Польша, 1933 г.) (С. 19)                                                       |
| М                                  |           | Бетон 0,5 м (?)                           |               | ?                    |        | Бомба 50 кг (25 кг ВВ) (Польша, 1933 г.) (С. 19)                                                               |
| М                                  |           | Ж/б 0,7 м                                 |               | Спец. армир.         |        | Бомба 50 кг (Франция, Англия, Швейцария) (С. 45)                                                               |
| М                                  |           | Ж/б 0,8 м                                 |               | ?                    |        | Бомба 50 кг (Бельгия, Чехословакия) (С. 45)                                                                    |
| М                                  |           | Ж/б 0,9 м                                 |               | Двутавр № 20         |        | Бомба 50 кг с 30 кг ВВ (СССР, 1941) (С. 19), (С. 30)                                                           |
| М                                  |           | Ж/б марки 400 1,1 м                       |               | Двутавр № 14         |        | Бомба 50 кг (СССР, 1946) (С. 19)                                                                               |
| М                                  |           | Ж/б 1,3 м                                 |               | —                    |        | Бомба 50 кг с зарядом 30 кг (СССР, 1941) (С. 19)                                                               |
| М                                  |           | Ж/б 1,3 м                                 |               | ?                    |        | Бомба 50 кг (Швейцария) (С. 45)                                                                                |
| М                                  |           | Ж/б марки 250 1,25 м                      |               | Двутавр № 14         |        | Бомба 50 кг (СССР, 1940) (С. 162, 205, 256)                                                                    |
| М                                  |           | Ж/б 1,2 м                                 |               | Двутавр № 20         |        | Бомба 50 кг, 25 кг ВВ, 227 м/с (СССР) (С. 38), (С. 30)                                                         |
| М                                  |           | Ж/б 1,6 м                                 |               | —                    |        | Бомба 50 кг, заряд 25 кг, 227 м/с (СССР) (С. 38).                                                              |
| М                                  |           | Бетон 1 м                                 |               | ?                    |        | Бомба 50 кг (Франция) (С. 45)                                                                                  |
| М                                  |           | Бетон 1,3 м                               |               | ?                    |        | Бомба 50 кг (Чехословакия) (С. 45)                                                                             |
| М                                  |           | Бетон марки 150 1,4 м                     |               | ?                    |        | Бомба 50 кг (Англия, Швейцария) (С. 45)                                                                        |
| Сл                                 | 0,5 м     | Ж/б 0,4 м                                 | 0,8 м         | рельсы 0,14 м        | 1,84 м | Бомба 50 кг (СССР, 1940 г.) (С. 159)                                                                           |
| Сл                                 | 0,3 м     | Сборный ж/б 0,45 м                        | 0,9 м         | Брёвна 0,5 м         | 2,15 м | Бомба 50 кг (СССР, 1946 г.) (С. 305)                                                                           |
| Сл                                 | 0,3 м     | Камень насухо 0,9 м                       | 0,9 м         | Брёвна 0,5 м         | 2,6 м  | Бомба 50 кг (СССР, 1946 г.) (С. 305)                                                                           |
| Сл                                 | 1 м       | 3 ряда брёвен 0,75 м                      | 1,5 м         | Брёвна 0,5 м         | 3,75 м | Бомба 50 кг (СССР, 1940 г.) (С. 158)                                                                           |
|                                    |           | Кирпич 3,6—4 м                            |               |                      |        | Бомба 50 кг (Бельгия, Швейцария) (С. 45)                                                                       |
| Тун.                               |           | Земля 5—7,3 м                             |               |                      |        | Бомба 50 кг (Франция, Швейцария, Бельгия) (С. 45)                                                              |
| М                                  |           | Бетон 1 м                                 |               | ?                    |        | Бомба 100 кг (50 кг ВВ) (Польша, 1933 г.) (С. 19)                                                              |
| М                                  |           | Ж/б 1,1 м                                 |               | (спец. арм.)         |        | Бомба 100 кг (Англия, Чехословакия) (С. 45)                                                                    |
| М                                  |           | Ж/б марки 400 1,2 м                       |               | Двутавр № 20         |        | Бомба 100 (114) кг, 60 кг ВВ, 200 м/с (СССР) (С. 19), (С. 30), (С. 60)                                         |
| М                                  |           | Ж/б 1,2 м                                 |               | ?                    |        | Бомба 100 кг (Франция) (С. 45)                                                                                 |
| М                                  |           | Ж/б 1,4 м                                 |               | ?                    |        | Бомба 100 кг (Бельгия) (С. 45)                                                                                 |
| М                                  |           | Ж/б марки 250 1,5 м                       |               | Двутавр № 20         |        | Бомба 100 кг (СССР, 1940) (С. 162), (С. 30)                                                                    |
| М                                  |           | Ж/б 1,55 м                                |               | —                    |        | Бомба 100 кг, убежище (Германия, 1930-е гг).                                                                   |
| М                                  |           | Ж/б 1,6 м                                 |               | —                    |        | Бомба 100 кг, заряд 60 кг (СССР) (С. 19)                                                                       |
| М                                  |           | Ж/б марки 220 1,7 м                       |               | —                    |        | Бомба 100 кг (Швейцария) (С. 45)                                                                               |
| М                                  |           | Бетон 1,7 м                               |               |                      |        | Бомба 100 кг (Франция, Чехословакия) (С. 45)                                                                   |
| М                                  |           | Бетон марки 150 2,1 м                     |               | ?                    |        | Бомба 100 кг (Швейцария, Англия) (С. 45)                                                                       |
| Сл                                 | 0,3 м     | Сборный ж/б 0,45 м                        | 0,6 м         | Рельс 0,15 м         | 1,5 м  | Бомба 100 кг (СССР, 1946 г.) (С. 305)                                                                          |
| Сл                                 | 0,3 м     | Ж/б М400 0,6 м                            | 1,6 м         |                      | ↑2,5 м | Бомба 100 кг (СССР, 1946 г.) (С. 305)                                                                          |
| Сл                                 | 0,3 м     | Ж/б М200 0,8 м                            | 1,8 м         |                      | ↑2,9 м | Бомба 100 кг (СССР, 1946 г.) (С. 305)                                                                          |
| Сл                                 | 0,3 м     | Бутобетон 1,1 м                           | 1,8 м         |                      | ↑3,2 м | Бомба 100 кг (СССР, 1946 г.) (С. 305)                                                                          |
| Сл                                 | 0,3 м     | Камен. кладка 1,4 м                       | 1,8 м         |                      | ↑3,5 м | Бомба 100 кг (СССР, 1946 г.) (С. 305)                                                                          |
| Сл                                 | 0,3 м     | Камень насухо 2,2 м                       | 1,8 м         |                      | ↑4,3 м | Бомба 100 кг (СССР, 1946 г.) (С. 305)                                                                          |
| Сл                                 | 0,3 м     | Камень насухо 2 м                         | 1,75 м        | Брёвна 0,2 м         | 4,25 м | Бомба 100 кг (СССР, 1958 г.) (С. 37-41)                                                                        |
|                                    |           | Кирпич 5—6 м                              |               |                      |        | Бомба 100 кг (Бельгия, Швейцария) (С. 45)                                                                      |
| Тун.                               |           | Земля 8—10 м                              |               |                      |        | Бомба 100 кг (Франция, Швейцария, Бельгия) (С. 45)                                                             |
| М                                  |           | Ж/б 1,8 м                                 |               | Двутавр № 26         |        | Бомба 200 кг (80 кг ВВ) с 3 км 250 м/с (СССР) (С. 31).                                                         |
| М                                  |           | Ж/б 2,2 м                                 |               | —                    |        | Бомба 200 кг (80 кг ВВ) с 3 км 250 м/с (СССР) (С. 31).                                                         |
| М                                  |           | Ж/б 1,6 м                                 |               | Двутавр № 26         |        | Бомба 250 кг ВВ 150 кг (СССР) (С. 19), (С. 30)                                                                 |
| М                                  |           | Ж/б 2,2 м                                 |               | —                    |        | Бомба 250 кг ВВ 150 кг (СССР) (С. 19)                                                                          |
| Тун.                               |           | Бетон или скала 2,5 м                     |               | —                    |        | Бомба 250 кг (Италия, 1936 г.) (С. 90)                                                                         |
| Сл                                 | 0,3 м     | Ж/б М400 0,7 м                            | 2,4 м         |                      | ↑3,4 м | Бомба 250 кг (СССР, 1946 г.) (С. 305)                                                                          |
| Сл                                 | 0,3 м     | Ж/б М200 1 м                              | 2,7 м         |                      | ↑4 м   | Бомба 250 кг (СССР, 1946 г.) (С. 305)                                                                          |
| Сл                                 | 0,3 м     | Ж/б 0,7—1 м                               | 2,7 м         | Брёвна ~0,5 м        | ~4,5 м | Бомба 250 кг (СССР, 1947 г.)                                                                                   |
| Сл                                 | 0,3 м     | Бутобетон 1,4 м                           | 2,7 м         |                      | ↑4,4 м | Бомба 250 кг (СССР, 1946 г.) (С. 305)                                                                          |
| Сл                                 | 0,3 м     | Камен. кладка 1,8 м                       | 2,7 м         |                      | ↑4,8 м | Бомба 250 кг (СССР, 1946 г.) (С. 305)                                                                          |
| Сл                                 | 0,3 м     | Камень насухо 2,2 м                       | 2,7 м         |                      | ↑5,2 м | Бомба 250 кг (СССР, 1946 г.) (С. 305)                                                                          |
| Тун.                               |           | Земля 14 м                                |               |                      |        | Бомба 250 кг (Италия, 1936 г.) (С. 90)                                                                         |
| М                                  |           | Ж/б 1,4 м                                 |               | Спец. армир.         |        | Бомба 300 кг (Франция, Англия, Швейцария) (С. 45)                                                              |
| М                                  |           | Ж/б 1,5 м                                 |               | ?                    |        | Бомба 300 кг (Чехословакия) (С. 45)                                                                            |
| М                                  |           | Бетон 2 м                                 |               | ?                    |        | Бомба 300 кг (150 кг ВВ) (Польша, 1933 г.) (С. 19)                                                             |
| М                                  |           | Ж/б марки 220 2,1 м                       |               | —                    |        | Бомба 300 кг (Швейцария) (С. 45)                                                                               |
| М                                  |           | Бетон 2,1—2,3 м                           |               |                      |        | Бомба 300 кг (Франция, Чехословакия) (С. 45)                                                                   |
| М                                  |           | Бетон марки 150 2,8 м                     |               |                      |        | Бомба 300 кг (Швейцария, Англия) (С. 45)                                                                       |
|                                    |           | Кирпич 4 м                                |               |                      |        | Бомба 300 кг (Франция) (С. 45)                                                                                 |
|                                    |           | Кирпич 7,5 м                              |               |                      |        | Бомба 300 кг (Швейцария) (С. 45)                                                                               |
| Тун.                               |           | Земля 12—13 м                             |               |                      |        | Бомба 300 кг (Франция, Швейцария) (С. 45)                                                                      |
| М                                  |           | Ж/б 2 м                                   |               | Двутавр № 30         |        | Бомба 500 кг с зар. 300 кг (СССР) (С. 19), (С. 30)                                                             |
| М                                  |           | Ж/б 2,8 м                                 |               | —                    |        | Бомба 500 кг с зарядом 300 кг (СССР) (С. 19)                                                                   |
| М                                  |           | Бетон 3,5 м                               |               | ?                    |        | Бомба 500 кг (300 кг ВВ) (Польша, 1933 г.) (С. 19)                                                             |
| М                                  |           | Ж/б 2 м                                   |               |                      |        | Бомба 1000 кг (Франция) (С. 45)                                                                                |
| М                                  |           | Ж/б 2,5 м                                 |               | Двутавр № 30         |        | Бомба 1000 кг с зарядом 600 кг (СССР) (С. 19), (С. 30)                                                         |
| М                                  |           | Ж/б 3,5 м                                 |               | —                    |        | Бомба 1000 кг с зарядом 600 кг (СССР) (С. 19)                                                                  |
| М                                  |           | Бетон 3—3,5 м                             |               |                      |        | Бомба 1000 кг (Франция, Чехословакия) (С. 45)                                                                  |
| М                                  |           | Бетон 4 м                                 |               | —                    |        | Бомба 1000 кг, бетонное покрытие (Франция, 1930 г).                                                            |
| М                                  |           | Бетон 4,5 м                               |               | ?                    |        | Бомба 1000 кг (650 кг ВВ) (Польша, 1933 г.) (С. 19)                                                            |
|                                    |           | Кирпич 6 м                                |               |                      |        | Бомба 1000 кг (Франция) (С. 45)                                                                                |
| Тун.                               |           | Земля 20—21 м                             |               |                      |        | Бомба 1000 кг (Франция, Бельгия) (С. 45)                                                                       |
| М                                  |           | Ж/б 3,15 м                                |               | Двутавр              |        | Бомба 2000 кг (СССР) (С. 18)                                                                                   |
| М                                  |           | Ж/б 4,4 м                                 |               | —                    |        | Бомба 2000 кг (СССР) (С. 18)                                                                                   |
| М                                  |           | Ж/б свод 5 м                              |               | Спец. армир.         |        | Бомба 2000 кг (СССР) (С. 69)                                                                                   |
| М                                  |           | Ж/б стены 3 м, пирамидал. крыша до 8,23 м |               |                      |        | Падение ракеты Фау-2 со скоростью 900 м/с, командный пункт на Стартовом комплексе 33, полигон Уайт-Сэндс (США) |
| М                                  |           | Бетон более 30 м                          |               |                      |        | Ядерный заряд мощностью 1 килотонна                                                                            |
| Тип                                | Об- сыпка | Тюфяк Монолит                             | Распред. слой | Остов Противооткол   | Σ      | Примечания |
| Примечания 1. 2. 3. 4. 5. 6. 7. 8. |           |                                           |               |                      |        | |

Можно видеть, что конструкция долговременных бомбоубежищ от прямого попадания фугасных зарядов значительно солиднее большинства современных убежищ от ядерного взрыва. Потому старые убежища первой категории с хорошо сохранившимися конструктивными элементами вполне можно использовать и от современных средств нападения.

### Бомбоубежище I категории в метрополитене

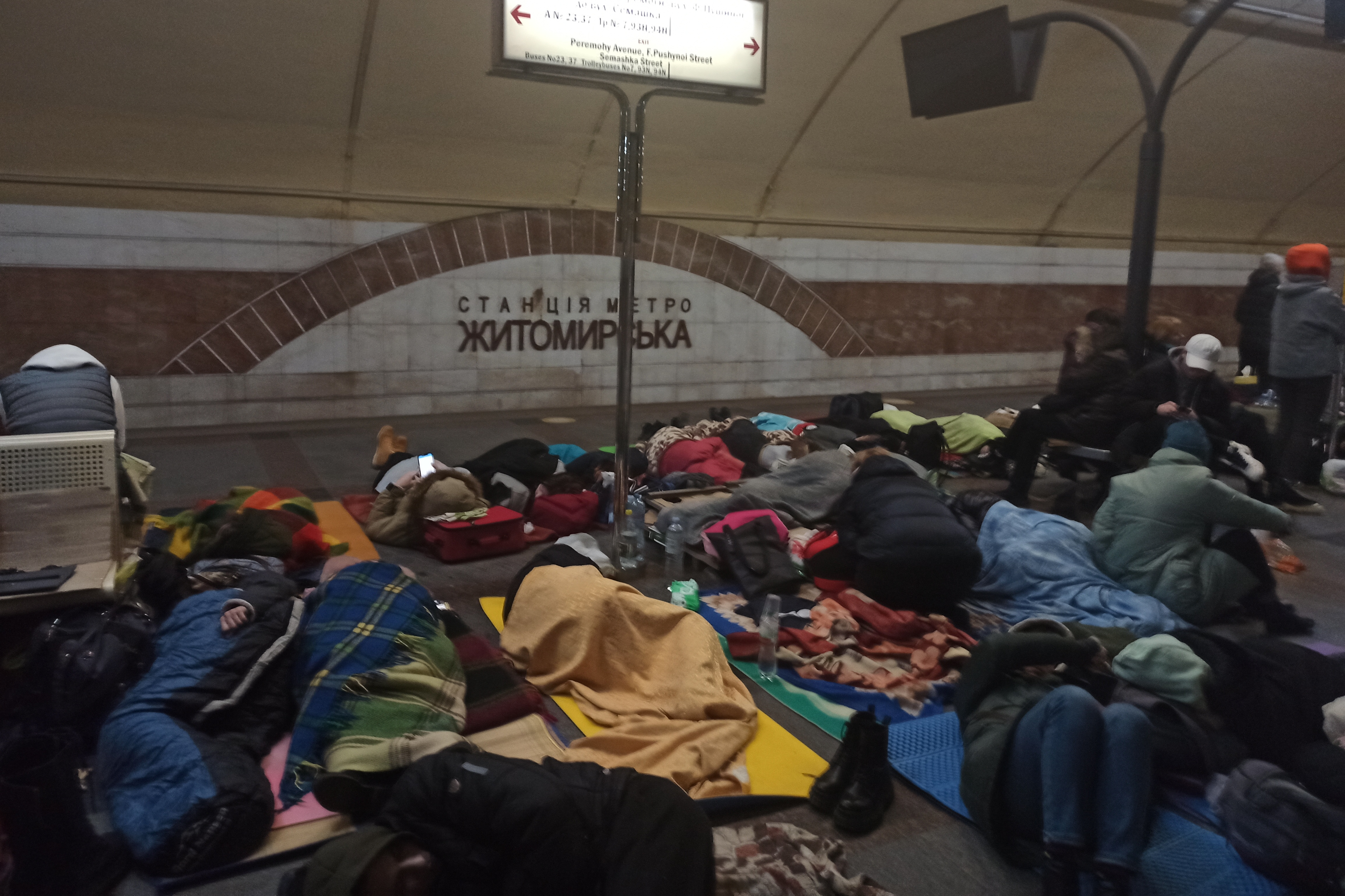
люди спят в Киевском метрополитене 26 февраля 2022 года

В Москве, Берлине, Лондоне, Киеве и Харькове подземные помещения метро использовались в качестве бомбоубежища. Хорошая защищённость станций и тоннелей обеспечивается их прочной облицовкой и большим слоем грунта. Но и метро имеет свои ограничения в защите. Считалось, что фугасные бомбы весом 250—500 кг при точном попадании способны обрушить стенки тоннелей(С. 22) (вероятно, при их неглубоком заложении).

### Обустройство бомбоубежища I категории в подвале

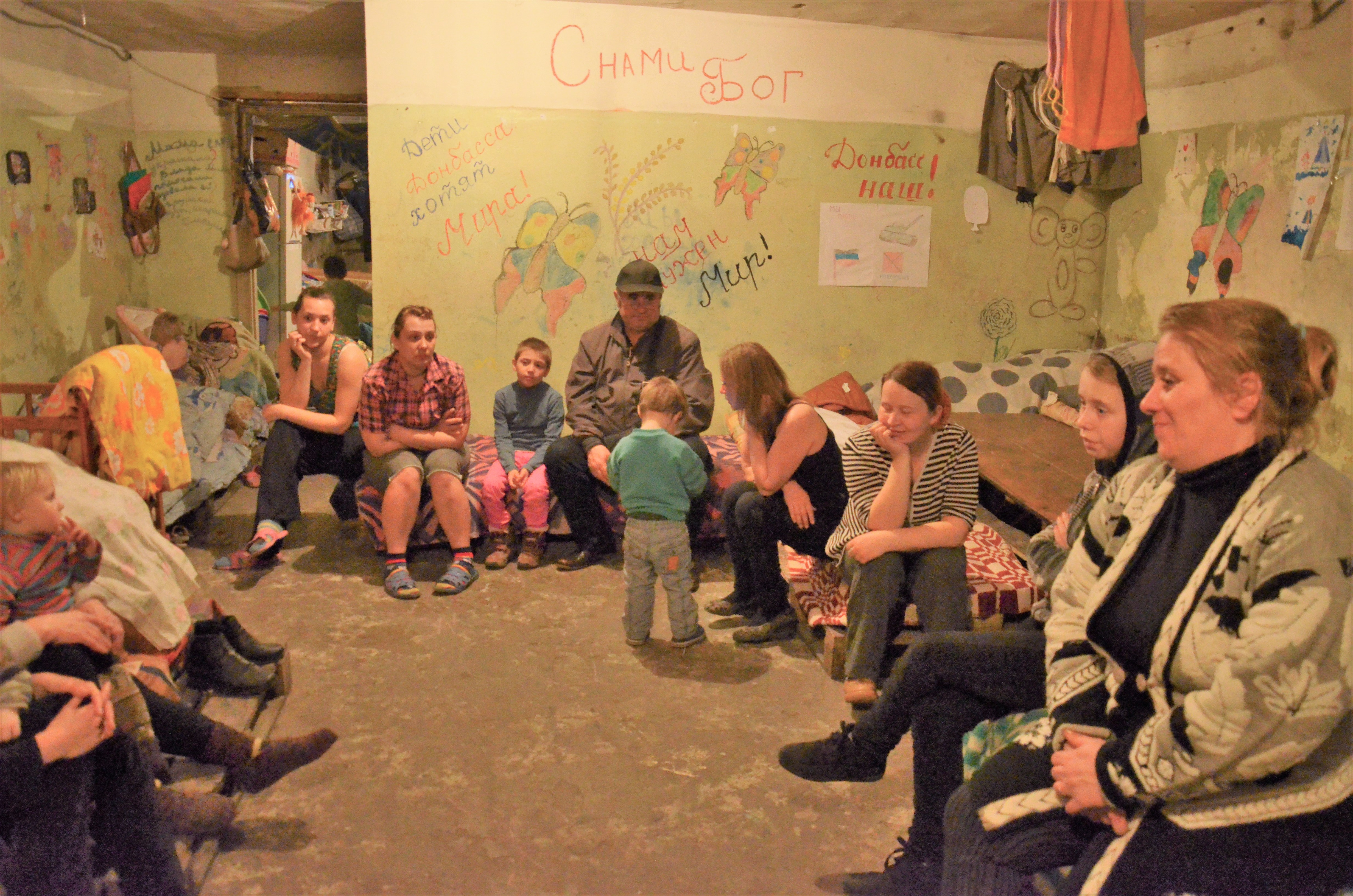
подвал в Донецке 2015 год, используемый, как бомбоубежище

Вход в подвальное убежище Тверского вагоностроительного завода. Ноябрь 2019 года

Бомбоубежище из экономии и недостатка свободных площадок в плотно застроенных городах часто располагали в подвальных помещениях существовавших домов. С оборонной точки зрения укрытие от бомб выгодно располагать в подвале многоэтажного дома, так как вышележащие межэтажные перекрытия тормозят бомбу и она, не дойдя до подвала, взрывается где-то на первых этажах. Например, бомбоупорный железобетонный потолок подвального убежища толщиной 80 см и 5—6 обычных железобетонных перекрытий заменяют железобетонный монолит 155 см толщиной (С. 48) (от бомбы ~100 кг). Это не относится к малоэтажному дому старой постройки с деревянными перекрытиями и подвальным убежищем, если он попадёт под бомбу среднего калибра с замедлителем взрыва. Бомба в 50 кг может пройти сквозь такой четырёхэтажный дом, почти не замечая перекрытий и, заглубившись в подвал, взорваться, полностью разрушив строение(С. 6). Иногда наблюдались случаи рикошета от перекрытий и стен, но рассчитывать на это нельзя.
В блокадном Ленинграде в 4—5-этажных кирпичных домах старого фонда с деревянными перекрытиями бомбы 50—250 кг чаще взрывались на полу первого этажа, в доме с шестью этажами останавливались на втором этаже. При этом взрыв таких бомб способен проломить ещё 2—4 нижележащих деревянных потолка (если б они были) и полностью разрушить кирпичные стены на расстоянии до 15—25 м от места взрыва. При железобетонных потолках число пробиваемых бомбой обычно ограничивается 2—3 перекрытиями; ещё 1—2 потолка рушатся от взрыва, соответственно укрытие в доме от пяти этажей можно устроить даже на первом этаже(С. 26, 27, 37, 67, 70, 72) при соответствующем укреплении стен, но лучше в подвале.
Давление ударной волны, воздействующее на потолок подвального убежища, при разрушении обычного железобетонного перекрытия верхнего глухого безоконного этажа над убежищем снижается на 14—22 % (при начальном давлении от 0,05 до 0,3 МПа)(С. 233, 234), что имеет значение при использовании старого бомбоубежища для защиты от современного оружия.
Покрытие внутренней поверхности стен убежища ни в коем случае не должно содержать штукатурки, побелки и других отслаивающихся мелкодисперсных частиц, которые при вызванной взрывами вибрации тут же окажутся в воздухе и превратятся в облака пыли, затрудняющие дыхание, обзор и ориентацию в пространстве. По этой же причине в убежище не должно быть ковровых дорожек, занавесок, штор из необработанных натуральных тканей и т. п. Несоблюдение этих требований может привести к удушью и респираторным расстройствам, ОДН, травмам дыхательных путей и органов зрения. Аналогичные требования предъявляются к содержанию в убежище воспламеняющихся и потенциально возгорающихся предметов.

## Бомбоубежища II категории
До войны считалось, что большинству убежищ нецелесообразно придавать прочность от прямого попадания боеприпасов, так как это требовало специального строительства, много строительных материалов и времени, обходилось очень дорого, и не могло быть сделано в приемлемые сроки. Потому такие убежища выполнялись только для особо важных учреждений. Вероятность прямого попадания бомбы в конкретный дом была мала, возможность же обрушения стен от ударной волны и сейсмической подвижки грунта гораздо больше; особенно велик радиус разбивания стёкол и опасного разлёта их осколков.
Большинство подготовленных ко Второй мировой войне бомбоубежищ для населения были II-й категории, то есть для защиты в основном только от ударной волны близкого взрыва, падения обломков домов и попадания ядовитых газов и дыма. Такое убежище может быть обустроено в подвале любого добротного каменного и кирпичного дома и ему достаточно иметь прочное и герметичное перекрытие, способное удержать обломки рухнувшего здания, и прочные двери. Для этого перекрытие подвала укрепляли всевозможными стяжками, подпорками, дополнительным слоем железобетона, предпочитали подвалы со сводчатыми и бетонными перекрытиями. Окна и лишние дверные проёмы заделывали.
Согласно немецким правилам (С. 53) (С. 31), перекрытие бомбоубежища в подвале в случае обрушения кирпичного дома должно выдерживать следующую дополнительную нагрузку:
- здание до 2 этажей 1500 кг/м2;
- здание до 4 этажей 2000 кг/м2;
- здание до 6 этажей 2500 кг/м2.

По другим данным (С. 87) немецкие нормы гласили следующее:
- здание до 3 этажей 2000 кг/м2;
- здание до 4—5 этажей 2500 кг/м2;
- здание свыше 5 этажей 3000 кг/м2.

Швейцарские правила (С. 87):
- здание в 1 этаж 2200 кг/м2;
- на каждый следующий этаж добавляется по 1000 кг/м2.

Английские нормы (1939 г.) (С. 86, 87):
- здание 2 этажа 1000 кг/м2;
- здание 3—4 этажа 1500 кг/м2;
- здание свыше 4 этажей 2000 кг/м2;
- здание каркасного типа (независимо от этажности) 1000 кг/м2.

Некоторые иностранные авторы полагали необходимость повышения нормы для четырёхэтажного здания до 5000—6000 кг/м2 (С. 31), вероятно, для придания бомбоубежищу запаса прочности для противостояния ударной волне и на случай падения в отдельных местах крупных обломков с острыми краями.
В СССР были предложены свои методы расчёта. Один из расчётов давал следующие нормы нагрузки на подвальное перекрытие при высоте этажа 3,5 м, расстоянии между несущими стенами 5 м, толщине кирпичных стен 0,54 м, деревянных межэтажных и железобетонном чердачном перекрытиях (С. 33):
- здание в 2 этажа 1000 кг/м2;
- здание в 3 этажа 1600 кг/м2;
- здание в 4 этажа 2200 кг/м2;
- здание в 5 этажей 2800 кг/м2;
- здание в 6 этажей 3400 кг/м2;
- здание в 7 этажа 2200 кг/м2, с дальнейшим увеличением этажности нагрузка уменьшается и начиная с 9-го этажа стабилизируется на уровне 1600 кг/м2.

Требования к стенам убежища второй категории были следующие (Германия) (С. 67):
- наружные стены из кирпича должны быть толщиной не менее 0,51 м (в два кирпича), из армированного бетона не менее 0,4 м;
- внутренние стены соответственно не менее 0,38 (1,5 кирпича) и 0,3 м ж/б.

Например, многокомнатное убежище (Германия), расположенное на первом этаже в здании без подвала, при толщине железобетонных стен и перекрытия 0,4 м и минимальном пролёте потолков 3—4 м по расчёту могло выдержать нагрузку от обрушения до 3500 кг/м2 (0,035 МПа) и достаточно сильную ударную волну (С. 38, 42).

Вход в ленинградское подвальное бомбоубежище. Видна металлическая защитная дверь

Принятые в дореволюционном российском и довоенном советском строительстве бутовые фундаменты толщиной 0,75—0,95 м вполне соответствовали требованиям прочности убежища второй категории. Например, фундаментная стена толщиной 0,75 м из каменной кладки могла выдержать взрыв бомбы 50 кг на расстоянии до 2 м, 100 кг 3 м, 250 кг не ближе 5 м (С. 115).
Как показала война, ориентирование на сделанные на скорую руку малопрочные, но зато многочисленные бомбоубежища для населения почти в каждом дворе оказалось правильным. В Ленинграде при интенсивных бомбардировках и артобстрелах случаи прямого попадания фугасных авиабомб в здание с подвальным бомбоубежищем были редки, из них только около 20 % закончились тяжёлыми повреждениями убежищ, в ~40—45 % случаев были местные повреждения, остальные эпизоды ограничились обрушением наземной части дома (С. 125, 126). Вероятно, относительно редкое полное разрушение убежищ, несмотря на хорошую пробиваемость деревянных перекрытий (см. выше), объясняется тем, что убежища занимали не весь подвал попавшего под бомбу дома.